# Кінгстон-апон-Галл
Кі́нгстон-апо́н-Га́лл (англ. Kingston upon Hull) або просто Галл (англ. Hull) — місто і унітарна одиниця графства Східний Йоркширський Райдінг, що в Англії. Місто стоїть на берегах річки Галл, поблизу місця її впадіння в естуарій Гамбер, 40 км від Північного моря і є одним з найбільших портів Англії. У місті розташований університет Галла. Населення міста становить 263 900 осіб.
Селище Галл було засновано в кінці XII століття. Ченці абатства Мо (англ. Meaux Abbey) мали потребу в порту, звідки могла бути експортована шерсть з їхніх маєтків. Вони вибрали місце на стику річок Галл і Гамбер, щоб побудувати там причал.
Точна дата заснування Галла невідома, але він вперше згадується в 1193 році. Він був названий Вайк на Галлі (англ. Wyke on Hull).
У 1299 році був перейменований королем Едуардом I на Королівське селище-апон-Галл (англ. Kings town upon Hull), селище і місто Галл слугувало портом для військових вантажів, торгово-промисловим центром, а також центром рибальського та китобійного промислів.
Галл був одним з перших театрів битв в період Англійської громадянської війни. Член його парламенту XVIII століття Вільям Вілберфорс зіграв ключову роль у скасуванні работоргівлі у Великій Британії.

## Уродженці
- Еверард Гом (1756—1832) — британський лікар і зоолог
- Джозеф Боксголл (1884—1967) — англійський морський офіцер
- Поппі Морган (1983) — англійська порноакторка, модель та режисерка.